# 吴德馨
吴德馨（1936年12月20日—），中国半导体器件和集成电路专家。生于河北乐亭。1961年毕业于清华大学无线电电子工程系。中国科学院微电子中心研究员。1991当选为中国科学院院士（学部委员）。
1998年3月，第九届全国人大第一次会议上，他当选全国人民代表大会常务委员会委员。